# Lampros Choutos
Lampros Choutos (Atenas, 7 de Dezembro de 1979) é um ex-jogador de futebol grego, que atuava como atacante. Com 15 gols, Choutos é o maior artilheiro da história da Eurocopa Sub-21.
Choutos fez 10 partidas pela Seleção Grega, e marcou 3 gols. Além disso, ele foi tetracampeão grego pelo Olympiacos e conquistou um Italiano e uma Copa da Itália pela Internazionale. No Brasil, ele ficou conhecido por ser um dos melhores atacantes do jogo Elifoot, febre no país nos anos 90.

## Seleção Grega

### Sub-20
| #  | Data       | Equipe Local | Placar | Equipe Visitante | Torneio                     | Gols        |
| -- | ---------- | ------------ | ------ | ---------------- | --------------------------- | ----------- |
| 1  | 13/10/1998 | Grécia       | 3-2    | Geórgia          | UEFA U21 - Grupo 2          | -           |
| 2  | 17/11/1998 | Albânia      | 0-5    | Grécia           | UEFA U21 - Grupo 2          | 23' 75' 83' |
| 3  | 26/03/1999 | Grécia       | 2-1    | Noruega          | UEFA U21 - Grupo 2          | 43'         |
| 4  | 30/03/1999 | Letónia      | 0-2    | Grécia           | UEFA U21 - Grupo 2          | 16'         |
| 5  | 04/06/1999 | Geórgia      | 1-1    | Grécia           | UEFA U21 - Grupo 2          | 48'         |
| 6  | 08/06/1999 | Grécia       | 6-0    | Letónia          | UEFA U21 - Grupo 2          | 40' 72' 75' |
| 7  | 03/09/1999 | Noruega      | 2-1    | Grécia           | UEFA U21 - Grupo 2          | -           |
| 8  | 07/09/1999 | Grécia       | 5-2    | Albânia          | UEFA U21 - Grupo 2          | 66' 78'     |
| 9  | 08/10/1999 | Eslovênia    | 0-5    | Grécia           | UEFA U21 - Grupo 2          | 10' 55' 68' |
| 10 | 13/11/1999 | Tchéquia     | 3-0    | Grécia           | UEFA U21 - Quartas-de-final |             |

### Principal
| #  | Data       | Cidade     | Equipe Local | Placar | Equipe Visitante | Torneio                             | Gols        |
| -- | ---------- | ---------- | ------------ | ------ | ---------------- | ----------------------------------- | ----------- |
| 1  | 16/12/1999 | Lárissa    | Grécia       | 2 – 0  | Moldávia         | Amistoso                            | -           |
| 2  | 29/03/2000 | Atenas     | Grécia       | 2 – 0  | Romênia          | Amistoso                            | Gol marcado |
| 3  | 02/09/2000 | Hamburgo   | Alemanha     | 2 – 0  | Grécia           | Eliminatórias Copa do Mundo de 2002 | -           |
| 4  | 07/10/2000 | Atenas     | Grécia       | 1 – 0  | Finlândia        | Eliminatórias Copa do Mundo de 2002 | -           |
| 5  | 11/10/2000 | Tirana     | Albânia      | 2 – 0  | Grécia           | Eliminatórias Copa do Mundo de 2002 | -           |
| 6  | 15/11/2000 | Rodes      | Grécia       | 0 – 2  | Eslovênia        | Amistoso                            | -           |
| 7  | 29/01/2003 | Lárnaca    | Chipre       | 1 – 2  | Grécia           | Amistoso                            | Gol marcado |
| 8  | 30/04/2003 | Žilina     | Eslovênia    | 2 – 2  | Grécia           | Amistoso                            | Gol marcado |
| 9  | 11/06/2003 | Atenas     | Grécia       | 1 – 0  | Ucrânia          | Eliminatórias Eurocopa 2004         | -           |
| 10 | 20/08/2003 | Norrköping | Suécia       | 1 – 2  | Grécia           | Amistoso                            | -           |

## Títulos Conquistados
Olympiacos
- Superleague Greece: 1999–00, 2000–01, 2001–02, 2002–03

Internazionale
- Serie A: 2006–07
- Coppa Italia: 2004–05

## Conquistas Individuais
- 2000 - Artilharia Eurocopa Sub-21 com 15 gols.[1]